# Мальцев, Михаил Матвеевич
Михаил Матвеевич Мальцев (10 ноября 1901, Мологский уезд, Ярославская губерния — март 1961) — украинский советский деятель, 1-й секретарь Измаильского обкома КП(б)У.

## Биография
Михаил Матвеевич Мальцев родился 10 ноября 1901 в селе Трезубово.
В 1922—1924 годах — в Красной армии.
Член ВКП(б) с 1925 года. Находился на ответственной партийной работе. С июля 1940 года — 2-й секретарь Аккерманского уездного комитета КП(б) Украины. До февраля 1941 года — 1-й секретарь Измаильского городского комитета КП(б)У Аккерманской (с декабря 1940 — Измаильской) области. С февраля до июля 1941 года — 2-й секретарь Измаильского городского комитета КП(б)У Измаильской области.
С июля 1941 до 1945 года — в Красной армии, призван Измаильским городским военным комиссариатом. Участник Великой Отечественной войны. В 1941 году — на политической работе в 15-й бригаде Противовоздушной обороны Приморской армии. В ноябре 1941 года был тяжело ранен в боях за Крым. После лечения служил начальником политического отдела местного эвакуационного пункта № 8 Ленинградского фронта.
С 1947 по январь 1948 года — 2-й секретарь, с января по декабрь 1948 — 1-й секретарь Измаильского областного комитета КП(б) Украины. В 1949 году — 2-й секретарь Измаильского областного комитета КП(б)У.
На ответственной работе в Башкирской АССР на 1955 год. Избран в депутаты Верховного Совета Башкирской АССР четвёртого созыва.

## Звание
- майор
- подполковник[6]

## Награды
- орден Трудового Красного Знамени (23.01.1948)
- орден Отечественной войны 1-й степени (6.6.1945)[7]
- медали, в том числе:
  - «За оборону Одессы» (22.12.1942)[8]
  - «За победу над Германией» (9.5.1945)[6]

## Комментарии
1. ↑  Село Трезубово (дер. Трезубова) располагалось на правом берегу реки Молога[2] примерно в 4 км к северо-северо-востоку от Брейтово[3] и относилось к Мологскому уезду; с созданием Рыбинского водохранилища утрачено[4], территория ныне относится к Брейтовскому району Ярославской области.